# Helena Janeczek
Helena Janeczek (geboren 1964 in München) ist eine deutsch-italienische Schriftstellerin.

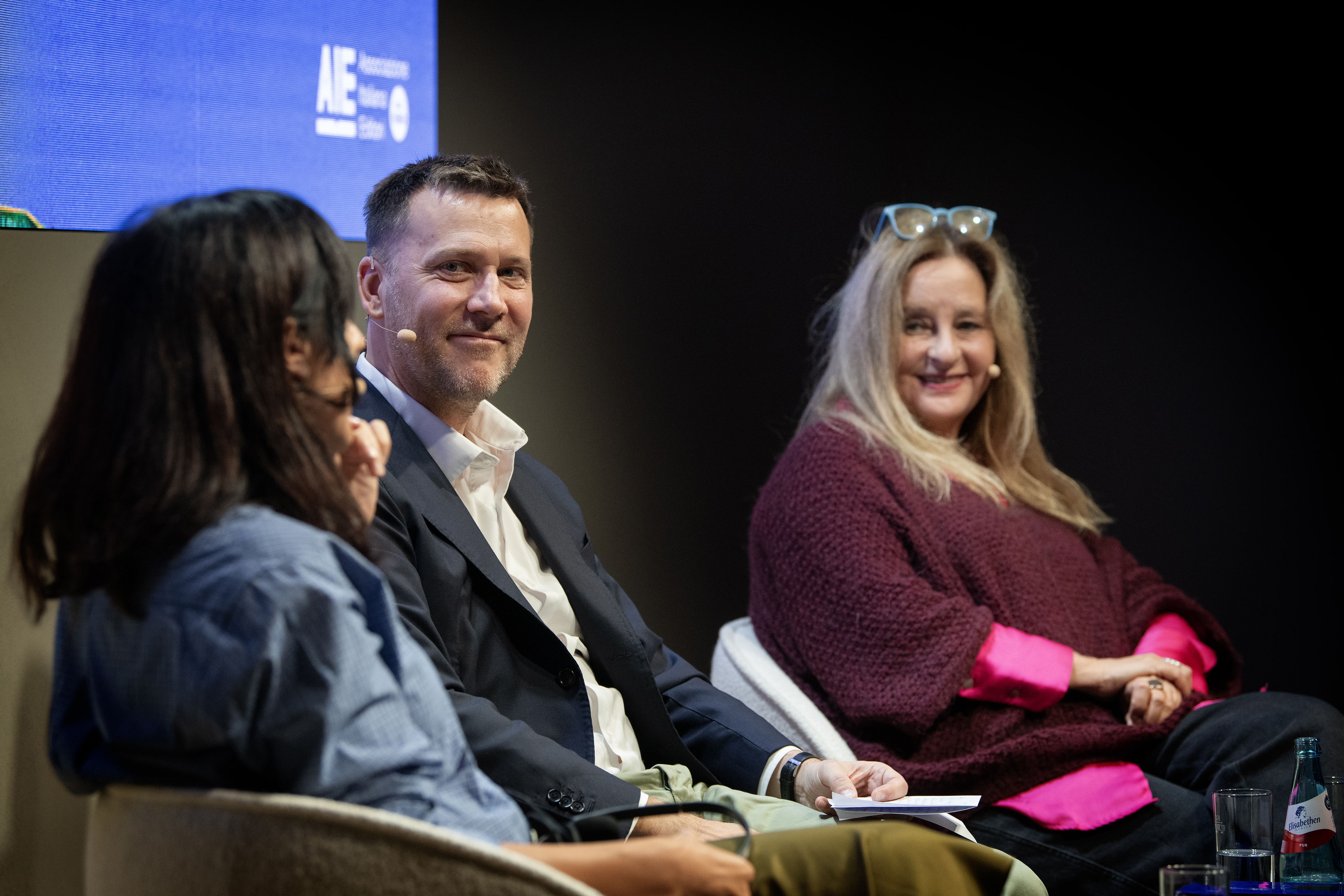
Mit Markus Messling auf der Frankfurter Buchmesse 2024

## Leben
Helena Janeczeks Eltern sind polnische Überlebende des Holocaust; ihr Vater überlebte im Versteck, ihre Mutter war Häftling im KZ Auschwitz. Sie blieben als Displaced Persons in München hängen, da sie kein Visum für die USA bekamen, und die Mutter eröffnete dort ein Einzelhandelsgeschäft mit Waren aus Italien. Janeczek erhielt ihren Vornamen nach der in Auschwitz ermordeten Großmutter und ihre weiteren Vornamen nach ebenfalls umgebrachten Verwandten. Sie leidet unter den Verfolgungstraumata der Eltern. Sie besuchte die Schule in München und lernte ihre „Muttersprache“ Deutsch bei ihrer deutschen Kinderfrau. Sie ging 1983 zum Studium nach Italien, wo sie die italienische Staatsbürgerschaft erhielt. Sie lebt in Gallarate und arbeitet in Mailand.
Janeczek arbeitete zunächst als Lektorin beim Verlag Adelphi, für den sie unter anderem Schriften von Albert Einstein und Jizchak Katzenelson ins Italienische übersetzte. Sie wechselte dann zum Verlag Mondadori. Sie schreibt für die Literaturzeitschrift Nuovi Argomenti.
Janeczek veröffentlichte 1989 in Deutschland beim Suhrkamp-Verlag ihre Gedichtsammlung Ins Freie. Im Jahr 1995 besuchte sie gemeinsam mit ihrer Mutter die Gedenkfeier zur fünfzigjährigen Befreiung des KZ Auschwitz-Birkenau. Ihr 1997 erschienener Roman Lezioni di tenebra setzt sich autobiografisch mit ihrer Familiengeschichte auseinander und ist ein Dokument biografischen Schreibens der zweiten Generation nach dem Holocaust. Der Roman wurde mit dem Premio Bagutta Opera Prima ausgezeichnet. Ihr dritter Roman La ragazza con la Leica über die Fotografen Gerda Taro und Robert Capa erschien 2017 und erhielt 2018 den Premio Bagutta und auch den wichtigsten italienischen Literaturpreis, den Premio Strega.  2020 wurde Janeczek der Spycher: Literaturpreis Leuk zuerkannt.

## Werke (Auswahl)
- Ins Freie: Gedichte. Frankfurt am Main: Suhrkamp, 1989
- Lezioni di tenebra. Mailand: Mondadori, 1997
  - Lektionen des Verborgenen. Übersetzung Moshe Kahn. Köln: Kiepenheuer & Witsch, 1999, ISBN 978-3-462-40103-5
- Cibo. Mailand: Mondadori, 2002
  - Essen : Roman. Übersetzung Elisa Kellner. Köln: Kiepenheuer & Witsch, 2003, ISBN 978-3-462-40119-6
- Le rondini di Montecassino. Parma: Guanda, 2010
- Bloody Cow. Mailand: Il Saggiatore, 2012
- La ragazza con la Leica. Parma: Guanda, 2017
  - Das Mädchen mit der Leica. Roman. Übersetzung aus dem Italienischen von Verena von Koskull. Berlin Verlag, Berlin 2020, ISBN 978-3-8270-1398-9
- Il tempo degli imprevisti. Parma: Guanda, 2024